# Pulver
Pulver er en substans bestående af meget fine partikler som ikke sammenklistrer. Pulver er et granulært materiale.
Flere pulversubstancer kendes som "pulver":
- Bagepulver
- Kokain
- Pulversne
- Vaskepulver
- Metalpulver
- Pulvermælk